# Rajec Poduchowny
Rajec Poduchowny – wieś w Polsce położona w województwie mazowieckim, w powiecie radomskim, w gminie Jedlnia-Letnisko. Ma status sołectwa.
W latach 1945–1975 miejscowość administracyjnie należała do województwa kieleckiego, następnie W latach 1975–1998 do województwa radomskiego.
Przez miejscowość przebiega droga wojewódzka nr 737.
W 1984 roku północną część obszaru wsi włączono do Radomia. Na obszarze tym utworzono część miasta Rajec Poduchowny.
Wierni Kościoła rzymskokatolickiego należą do parafii Podwyższenia Krzyża Świętego w Radomiu.